# Tyra Leijman-Uppström
Tyra Vilhelmina Leijman-Uppström, född 4 mars 1878 i Klara församling i Stockholm, död 28 oktober 1951 på Höstsol i Täby, var en svensk skådespelare och operettsångare.

## Biografi
Leijman studerade vid Dramatens elevskola 1895–1897. Hon scendebuterade 1897 i Eskilstuna vid Anna Lundbergs teatersällskap, där hon hade engagemang fram till 1898 och därefter under spelåret 1898–1899 vid Dramaten. Påföljande sjutton år spelade hon, med undantag för spelåret 1909–1910 på Operett-teatern, vid Albert Ranfts sällskap både i och utanför Stockholm och därefter hade hon endast tillfälliga engagemang vid olika Stockholmsscener.   
Hon filmdebuterade 1913 och kom att medverka i drygt 20 filmer.
Leijman gifte sig 1907 med kammarmusikern Erik Uppström och var mor till skådespelaren Åke Uppström. Hon är begravd på Täby kyrkogård.

## Filmografi
- 1913 – Den moderna suffragetten
- 1913 – Ringvall på äventyr
- 1913 – Mannekängen
- 1917 – Thomas Graals bästa film
- 1920 – Bodakungen
- 1920 – Karin Ingmarsdotter
- 1923 – Gamla gatans karneval
- 1926 – Min fru har en fästman
- 1929 – Säg det i toner
- 1931 – Skepparkärlek
- 1931 – Brokiga blad
- 1932 – Landskamp
- 1933 – Augustas lilla felsteg
- 1934 – Anderssonskans Kalle
- 1934 – Sången till henne
- 1935 – Ebberöds bank
- 1935 – Munkbrogreven
- 1935 – Flickornas Alfred
- 1936 – Släkten är värst
- 1937 – Skicka hem nr. 7
- 1941 – Fransson den förskräcklige
- 1942 – Ungdom i bojor

## Teater

### Roller (ej komplett)

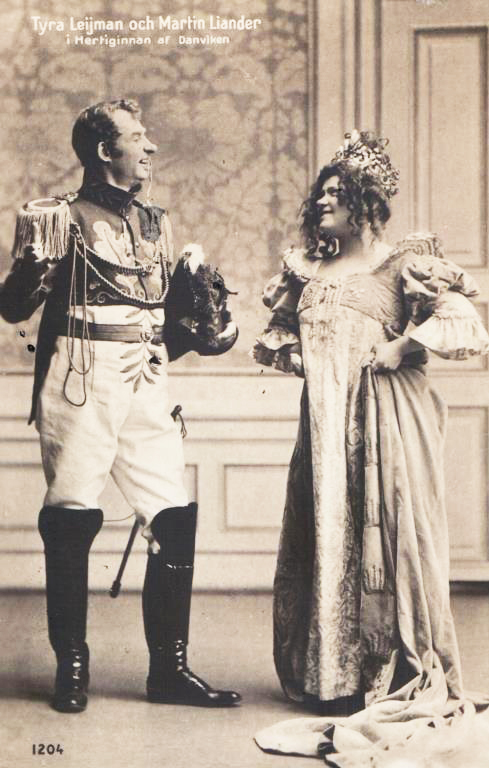
Tyra Leijman och John Liander i Hertiginnan av Danviken på Kristallsalongen 1906.

| År   | Roll                                   | Produktion                                                                                   | Regi            | Teater                |
| ---- | -------------------------------------- | -------------------------------------------------------------------------------------------- | --------------- | --------------------- |
| 1900 | Pulcherie, kammarjungfru               | Colinette G. Lenotre och Gabriel Martin                                                      |                 | Vasateatern           |
| 1901 | Babette                                | Bellevilles mö Carl Millöcker, Richard Genée och Friedrich Zell                              | Axel Bosin      | Södra Teatern         |
| 1905 | Snaskebybarnet                         | Stockholmsluft, revy Emil Norlander                                                          |                 | Södra Teatern         |
| 1906 |                                        | Kalle Munter eller Hafver ni sett till någon misstänkt figur, revy Emil Norlander            |                 | Södra Teatern         |
| 1906 | Madame Jansén, hertiginnan av Danviken | Hertiginnan af Danviken Hasse Z                                                              |                 | Kristallsalongen      |
| 1906 |                                        | Allt på sin rätta plats Frans Hedberg                                                        |                 | Södra Teatern         |
| 1907 |                                        | Vems är hatten Harald Molander                                                               |                 | Södra Teatern         |
| 1907 | Hanna Glawari                          | Den glada änkan – som varietédiva                                                            |                 | Djurgårdsteatern      |
| 1909 | Änkehertiginnan                        | H.K.H. Léon Xanrof, Ivan Caryll och Jules Chancel                                            |                 | Operett-teatern       |
| 1911 |                                        | Hulda Ernst Fastbom                                                                          |                 | Södra Teatern         |
| 1913 |                                        | Tjusiga Magnusson, eller En Venustävlan på Munkbron, revy Emil Norlander                     | Axel Ringvall   | Kristallsalongen      |
| 1914 | Anna                                   | Storstadsbaciller Jean Gilbert                                                               | Carl Barcklind  | Vasateatern           |
| 1914 |                                        | Grevinnan Pettersson, eller Stockholm-Malmö med damernas egen pansarbåt, revy Emil Norlander | Axel Hultman    | Kristallsalongen      |
| 1915 | Medverkande                            | Har du sett Bengtzen, revy Harald Leipziger                                                  |                 | Oscarsteatern         |
| 1915 | Fru Clémentine Leverdet                | Två man om en änka Victor Hollaender, Heinrich Storbitzer och Richard Kessler                | Carl Barcklind  | Vasateatern           |
| 1915 | Mrs Butterick                          | Var är Johnny Nathaniel Jones, Maurice Bernardt och Joseph Corin                             | Carl Barcklind  | Oscarsteatern         |
| 1920 |                                        | Flickan från U.S.A., revy Fred Winter                                                        | Oskar Textorius | Kristallsalongen      |
| 1922 |                                        | Ärans blomsterströdda väg, revy Doktor Bartholo och Co                                       |                 | Pallas-Teatern        |
| 1922 | Katarina, andebiten                    | Profeten Jönzén John Coldén                                                                  |                 | Pallas-Teatern        |
| 1922 |                                        | Får jag säga pappa?, revy Max Lander och Max Roland                                          |                 | Pallas-Teatern        |
| 1923 |                                        | En vårmässa på Munkbron, revy Edvin Janse                                                    |                 | Casinoteatern         |
| 1925 |                                        | Gubbar på friarstråt Jan-Gran                                                                | Edvin Janse     | Söders friluftsteater |
| 1926 |                                        | Kärlek och rackarknep Anders Asping                                                          | Manne Göthson   | Söders friluftsteater |
| 1927 |                                        | Kärlek i alla knutar Siegfried och Arthur Fischer                                            | Carl Nilsson    | Söders friluftsteater |
| 1929 |                                        | Westerbergs pojke Gideon Wahlberg                                                            |                 | Söders friluftsteater |
| 1930 |                                        | Skeppar Ömans flammor Siegfried Fischer                                                      |                 | Söders friluftsteater |
| 1932 |                                        | Skojar-Hampus på Stornäs Siegfried Fischer                                                   |                 | Söders friluftsteater |
| 1933 |                                        | Violen från Flen Siegfried Fischer                                                           |                 | Söders friluftsteater |
| 1933 |                                        | Barn på beställning Arthur Fischer                                                           | Arthur Fischer  | Mosebacketeatern      |
| 1934 |                                        | Greven av Gamla stan Sigge och Arthur Fischer                                                |                 | Mosebacketeatern      |